# Karl Schmidt-Hellerau

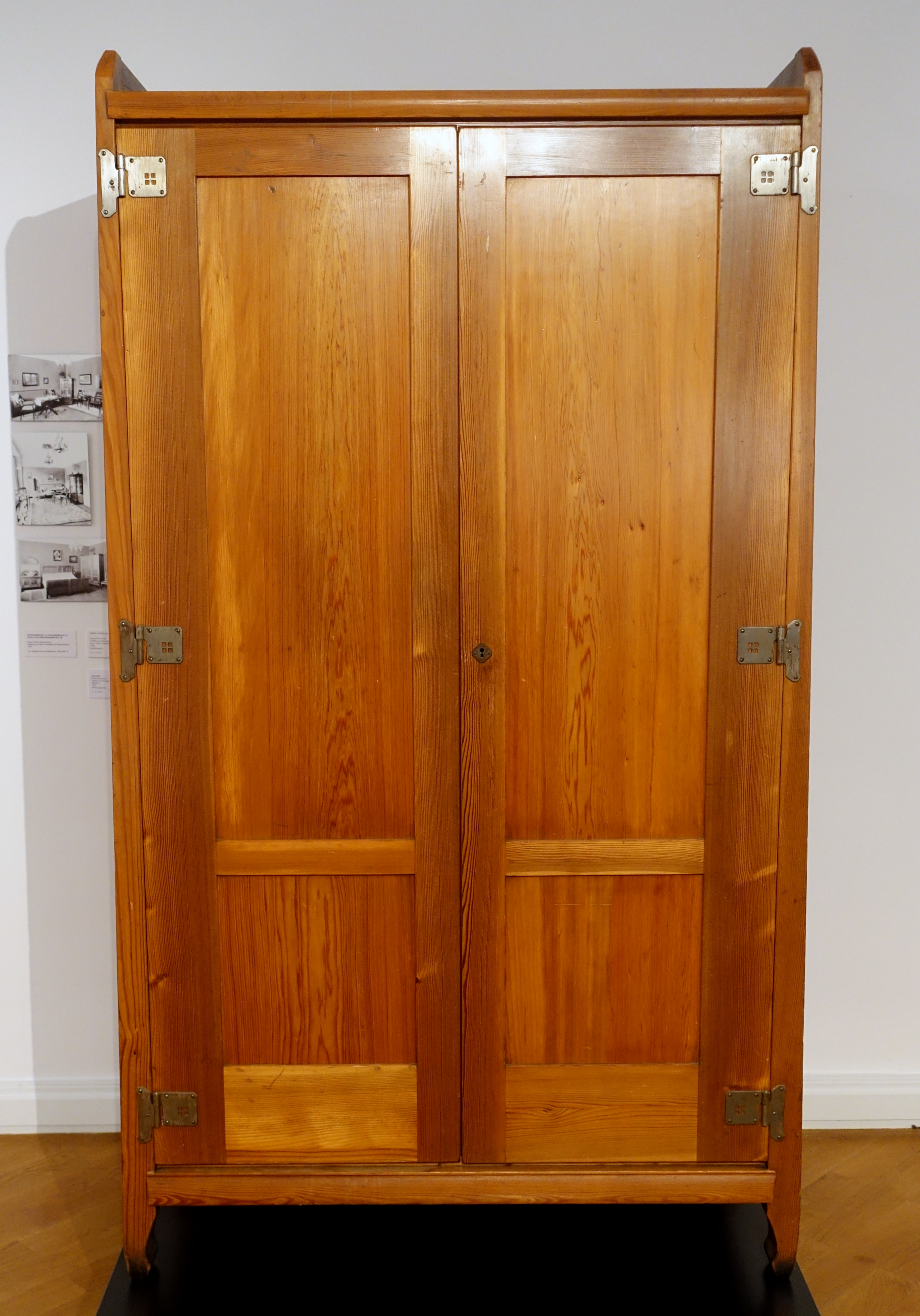
Armario de tipo Maschinenmöbel diseñado por Richard Riemerschmid para la Dresdner Werkstatten fur Handwerkskunst en 1906.

Karl Camillo Schmidt-Hellerau (Zschopau, Alemania, 1 de febrero de 1873-Hellerau (Dresde), Alemania, 6 de noviembre de 1948) fue un carpintero, fabricante de muebles, reformador social y fundador de la primera ciudad jardín alemana, Hellerau.

## Biografía
Karl Schmidt se formó como carpintero en su ciudad natal, Zschopau, en el estado federado alemán de Sajonia. Posteriormente trabajó en varias ciudades europeas, en las que se familiarizó con la producción masiva de muebles mediante componentes en serie procedentes de Inglaterra.
En 1898 funda su propia fábrica de muebles: "Dresdner Werkstätten für Handwerkskunst Schmidt und Engelbrecht" (Taller de Artesanía de Dresde Schmidt & Engelbrecht; a partir de 1899 Schmidt & Müller). En esa época ya empezó a mostrar sus preocupaciones por las condiciones laborales de los trabajadores y su entorno social. Esto se reflejó, entre otras cosas, en el hecho de que en su fábrica prevaleció un tono cordial y que Karl Schmidt trató de educar a sus trabajadores cultural y artísticamente.
Sus diseños fueron recibiendo reconocimiento internacional. Así, en la Exposición Internacional de París de 1900, recibió tres medallas de bronce.
Trabajó con artistas de gran renombre, como los arquitectos Charles Rennie Mackintosh, Baillie Scott y Richard Riemerschmid.
En los años 1904 y 1905, diseñó con Richard Riemerschmid los llamados “Maschinenmöbel” (muebles máquina): muebles modernos y funcionales cuya forma y función se combinaba fácilmente. Se componían de elementos tipificados que podían combinarse de múltiples maneras y permitían una gran producción. Eran fáciles de montar y desmontar, facilitando igualmente el transporte.
En 1907 Schmidt amplía la empresa, que pasa a llamarse “Deutsche Werkstätten für Handwerkskunst” (Talleres Alemanes de Artes y Oficios). Para optimizar la producción planificó una nueva fábrica. Schmidt, siempre preocupado por la motivación de sus trabajadores, pensó que éstos debían vivir cerca de la nueva planta y con unas condiciones de vida mucho mejores que las habituales en aquellos tiempos. El resultado fue la fundación de la primera ciudad jardín alemana, Hellerau, en el extremo norte de Dresde.
Schmidt se inspiró en la Lebensreform —un movimiento social germano-suizo que proclamaba una vuelta a los valores naturales—, el movimiento inglés Arts and Crafts y el concepto de Ciudad Jardín creado por Ebenezer Howard. Schmidt encargó a Richard Riemerschmid la planificación urbana del poblado.
Karl Schmidt fue uno de los iniciadores y fundadores de la asociación Deutscher Werkbund, enormemente influyente en el mundo del diseño, la arquitectura y la industria. En el seno de esta asociación expuso sus ideas conservacionistas y se mostró muy crítico con el consumo excesivo a costa de la dilapidación de los recursos naturales. Su intención era hacer una producción económica y asequible para el pueblo, compatible con la renovación de los recursos.
La vinculación de Schmidt con la Deutscher Werkbund fue tal que, a partir de 1909, ésta estableció la sede de su oficina federal en Hellerau.
En 1910 Karl Schmidt se casó con Frieda Riemerschmid (1878-1917), la hermana de Richard.
Karl Schmidt seguiría desarrollando posteriormente importantes proyectos en la fabricación de muebles, tales como "Die billige Wohnung" (el apartamento barato), en 1926, según diseño del arquitecto Adolf Gustav Schneck, y  "Die wachsende Wohnung" (la casa creciente), en 1935, para el también arquitecto Bruno Paul.
La ciudad de Dresde le otorgó el apellido Schmidt-Hellerau en 1938, añadiendo al suyo natural el de la colonia de trabajo que había fundado. A partir de 1939, durante la Segunda Guerra Mundial, suministró piezas para el régimen, lo que le valió la expropiación y desmantelamiento de la compañía en Hellerau en 1946.

## Referencias

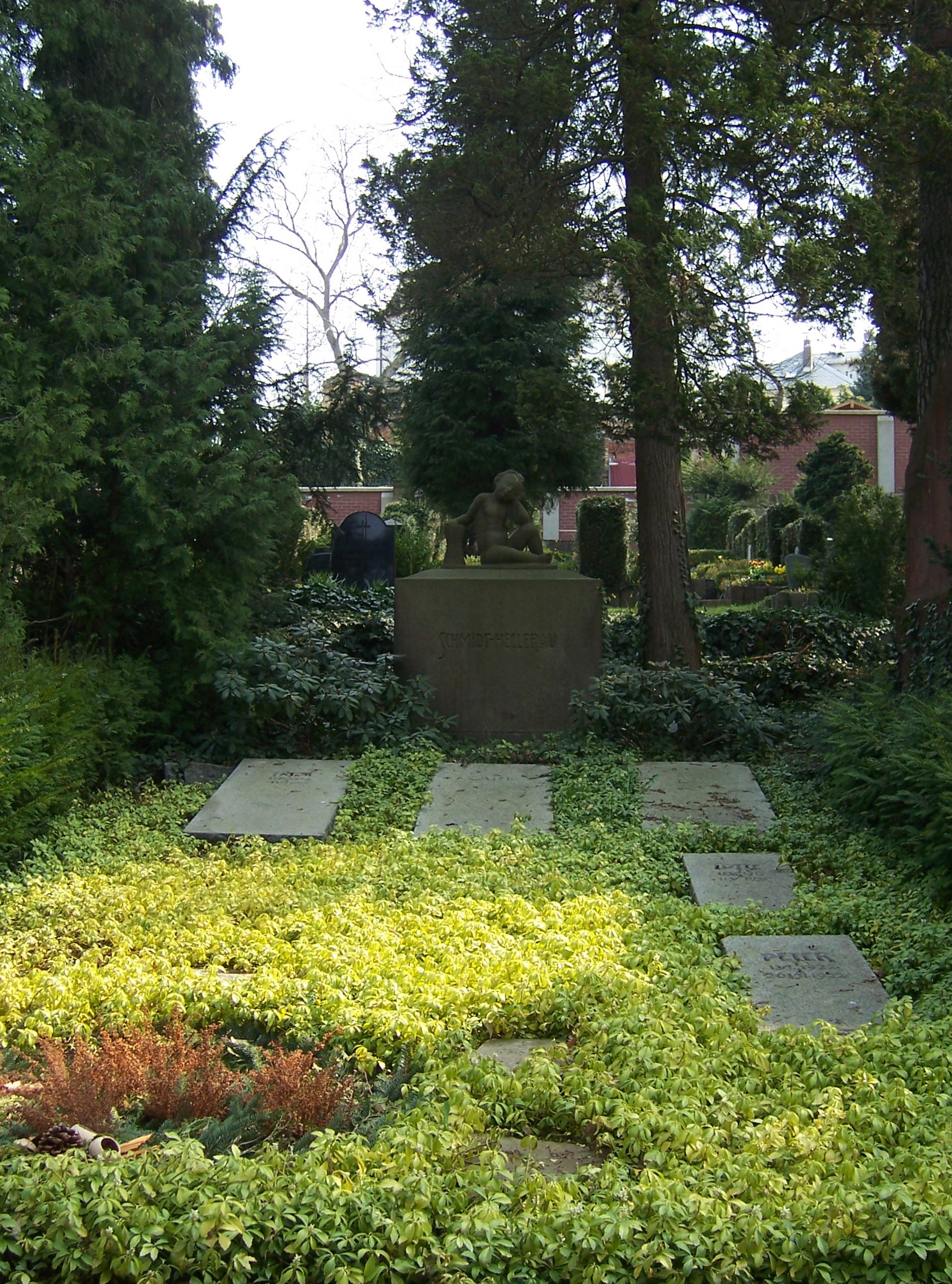
Tumba de Karl Scmidt-Hellerau en el cementerio de Klotzsche, en Dresde.